# 枕頭洲
枕頭洲（英語：Cham Tau Chau），是香港的一個島嶼，地區行政上屬於西貢區。位於西貢以南，大鏟洲、橋咀洲以北，西貢海以內。
枕頭洲上並沒有居民居住。